# Haydn Fleury
Haydn Fleury (* 8. července 1996) je profesionální kanadský hokejový obránce, který v současnosti hraje za tým Winnipeg Jets v severoamerické lize NHL. V červenci 2022 podepsal s Tampou dvouletou smlouvu, díky které si přijde na 750 000 dolarů ročně. Byl draftován v roce 2014 již v 1. kole jako 7. celkově klubem Carolina Hurricanes. Jeho mladším bratrem je Cale Fleury, který je rovněž hokejistou.

## Klubové statistiky
| Sezóna      | Klub                | Soutěž      |     | Základní část | Základní část | Základní část | Základní část | Základní část |   | Play off | Play off | Play off | Play off | Play off |
| Sezóna      | Klub                | Soutěž      | Z   | G             | A             | B             | TM            | Z             | G | A        | B        | TM       |          |          |
| 2011–12     | Red Deer Rebels     | WHL         | 4   | 0             | 0             | 0             | 0             | —             | — | —        | —        | —        |          |          |
| 2012–13     | Red Deer Rebels     | WHL         | 66  | 4             | 15            | 19            | 21            | 9             | 0 | 2        | 2        | 4        |          |          |
| 2013–14     | Red Deer Rebels     | WHL         | 70  | 8             | 38            | 46            | 46            | —             | — | —        | —        | —        |          |          |
| 2014–15     | Red Deer Rebels     | WHL         | 63  | 6             | 22            | 28            | 63            | 5             | 1 | 1        | 2        | 2        |          |          |
| 2014–15     | Charlotte Checkers  | AHL         | 1   | 1             | 0             | 1             | 0             | —             | — | —        | —        | —        |          |          |
| 2015–16     | Red Deer Rebels     | WHL         | 56  | 12            | 29            | 41            | 50            | 17            | 4 | 5        | 9        | 20       |          |          |
| 2016–17     | Charlotte Checkers  | AHL         | 69  | 7             | 19            | 26            | 8             | 5             | 0 | 0        | 0        | 0        |          |          |
| 2017–18     | Carolina Hurricanes | NHL         | 67  | 0             | 8             | 8             | 14            | —             | — | —        | —        | —        |          |          |
| 2017–18     | Charlotte Checkers  | AHL         | 3   | 1             | 1             | 2             | 0             | 8             | 2 | 2        | 4        | 14       |          |          |
| 2018–19     | Carolina Hurricanes | NHL         | 20  | 0             | 1             | 1             | 2             | 9             | 0 | 0        | 0        | 2        |          |          |
| 2018–19     | Charlotte Checkers  | AHL         | 28  | 2             | 8             | 10            | 32            | 11            | 2 | 4        | 6        | 8        |          |          |
| 2019–20     | Carolina Hurricanes | NHL         | 45  | 4             | 10            | 14            | 8             | 8             | 2 | 0        | 2        | 6        |          |          |
| 2020–21     | Carolina Hurricanes | NHL         | 35  | 1             | 0             | 1             | 6             | —             | — | —        | —        | —        |          |          |
| 2020–21     | Anaheim Ducks       | NHL         | 12  | 2             | 1             | 3             | 2             | —             | — | —        | —        | —        |          |          |
| 2021–22     | Seattle Kraken      | NHL         | 36  | 2             | 2             | 4             | 13            | —             | — | —        | —        | —        |          |          |
| 2022–23     | Tampa Bay Lightning | NHL         | 29  | 0             | 1             | 1             | 14            | 1             | 0 | 0        | 0        | 0        |          |          |
| 2023–24     | Tampa Bay Lightning | NHL         | 24  | 1             | 4             | 5             | 20            | —             | — | —        | —        | —        |          |          |
| 2023–24     | Syracuse Crunch     | AHL         | 5   | 0             | 0             | 0             | 6             | —             | — | —        | —        | —        |          |          |
| 2024–25     | Winnipeg Jets       | NHL         | 39  | 0             | 7             | 7             | 6             | 8             | 0 | 2        | 2        | 8        |          |          |
| NHL celkově | NHL celkově         | NHL celkově | 307 | 10            | 34            | 44            | 85            | 26            | 2 | 2        | 4        | 16       |          |          |
| AHL celkově | AHL celkově         | AHL celkově | 106 | 11            | 28            | 39            | 46            | 24            | 4 | 6        | 10       | 22       |          |          |

### Reprezentační statistiky
| Rok                       | Tým                       | Soutěž                    | Z  | G | A | B | TM |
| ------------------------- | ------------------------- | ------------------------- | -- | - | - | - | -- |
| 2013                      | Kanada 18                 | HGC                       | 5  | 1 | 0 | 1 | 6  |
| 2014                      | Kanada 18                 | MS-18                     | 7  | 0 | 1 | 1 | 4  |
| 2016                      | Kanada 20                 | MSJ                       | 5  | 0 | 1 | 1 | 0  |
| Juniorská kariéra celkově | Juniorská kariéra celkově | Juniorská kariéra celkově | 22 | 2 | 4 | 6 | 24 |